# Папиросы (альбом)
«Папиросы» — второй сольный студийный альбом Давида Нуриева (он же Птаха из Centrа), который он выпустил от имени своего второго проекта Зануда.
Задолго до выхода Зануда представил клип к треку с этого альбома — «Отходос».
Альбом вышел 31 августа 2010 года. Презентация альбома была вначале назначена на четверг 28 октября, однако Зануда перенёс дату презентации на воскресенье 31 октября. Связано это с многочисленными просьбами фанатов. Они попросили Зануду перенести дату презентации, потому что они очень хотели пойти на концерт, но у кого-то была учёба, у кого-то работа. Зануда ответил на их предложение и перенёс дату презентации на выходной день.
В альбоме приняли участие: RusKey, уже знакомый по композиции «Я верю в Бога» с предыдущего альбома Птахи — «Ни о чём», известные рэперы из Санкт-Петербурга — Смоки Мо и D.Masta, а также участники «ЦАО Rec.»: группа «Легенды про…», Тато, а также Тати с «Газгольдера». В записи альбома также принимала участие бывшая девушка Давида — актриса Мария Куркова.

## Позиции в чартах
- Альбом в первую неделю продаж попал в чарт Россия Топ 25, где занял последнюю позицию[4].

## Список композиций
| №   | Название                                                           | Музыка                  | Длительность |
| --- | ------------------------------------------------------------------ | ----------------------- | ------------ |
| 1.  | «Интро»                                                            | Ahimas                  | 1:51         |
| 2.  | «Изъяны» (уч. «Легенды про…» (Гад Дым, Быба, П.Ё.С.))              | Ignat Beatz             | 3:31         |
| 3.  | «Ел-пил»                                                           | Ahimas                  | 3:21         |
| 4.  | «Фрист от RusKey»                                                  | -                       | 0:30         |
| 5.  | «Забудь» (уч. Тати)                                                | DJ Бэка                 | 2:53         |
| 6.  | «Папиросы»                                                         | Ahimas                  | 3:20         |
| 7.  | «Фон» (уч. D.Masta, «Легенды про…» (Гад Дым), Смоки Мо)            | Miko                    | 4:28         |
| 8.  | «Монпасье» (уч. «Легенды про…» (Быба))                             | Ahimas, Ignat Beatz     | 3:56         |
| 9.  | «Скит от «Легенды про…»»                                           | Быба, П.Ё.С., Дым       | 2:01         |
| 10. | «Всё пиздато» (уч. «Легенды про…» (П.Ё.С.))                        | Ignat Beatz, Ahimas     | 3:43         |
| 11. | «Отходос»                                                          | Boris (группа «Н.П.М.») | 2:48         |
| 12. | «Мандарины» (уч. «Легенды про…» (П.Ё.С.), Тато)                    | Boris (группа «Н.П.М.») | 3:26         |
| 13. | «Не могу» (уч. «Легенды про…» (П.Ё.С.))                            | Ahimas                  | 3:28         |
| 14. | «На измене» (уч. RusKey, «Легенды про…» (Быба, П.Ё.С.), А. Бандос) | Texx                    | 4:31         |
| 15. | «Так бывает (скит от Лизы)»                                        | Ahimas                  | 2:45         |
| 16. | «Нахуй» (уч. «Легенды про…» (П.Ё.С.), Манька)                      | П.Ё.С., Ignat Beatz     | 4:12         |
| 17. | «Аутро»                                                            | Ahimas                  | 1:35         |

| №   | Название                                                  | Музыка                 | Длительность |
| --- | --------------------------------------------------------- | ---------------------- | ------------ |
| 18. | «Скит от Купэ»                                            | Ahimas                 | 0:42         |
| 19. | «Промежутки» (уч. Intigam Milk)                           | неизвестно             | 1:59         |
| 20. | «Всё пиздато (remix)» (уч. «Легенды про…» (П.Ё.С., Быба)) | Arseny Troshin, Ahimas | 3:41         |

## Клипы
- 17 марта 2010 — «Отходос»[5]
- 15 октября 2010 — «На измене» (уч. RusKey, «Легенды про…», А. Бандос)
- 25 октября 2010 — «Интро»
- 2 ноября2010 — «Всё будет» (уч. П.Ё.С)
- 30 декабря 2010 — «Мандарины» (уч. П.Ё.С., Тато)
- 21 апреля 2011 — «Папиросы»

## Принимали участие
- «Легенды про…»
  - П.Ё.С.
  - Гад Дым
  - Быба
  - Ahimas
- RusKey
- Мария Куркова
- Тато
- Тати
- Смоки Мо
- D.Masta
- Александр Бандос
- Intigam Milk
- Григорий Phist